# Leptospermum squarrosum
Leptospermum squarrosum är en myrtenväxtart som beskrevs av Joseph Gaertner. Leptospermum squarrosum ingår i släktet Leptospermum och familjen myrtenväxter. Inga underarter finns listade i Catalogue of Life.

## Bildgalleri

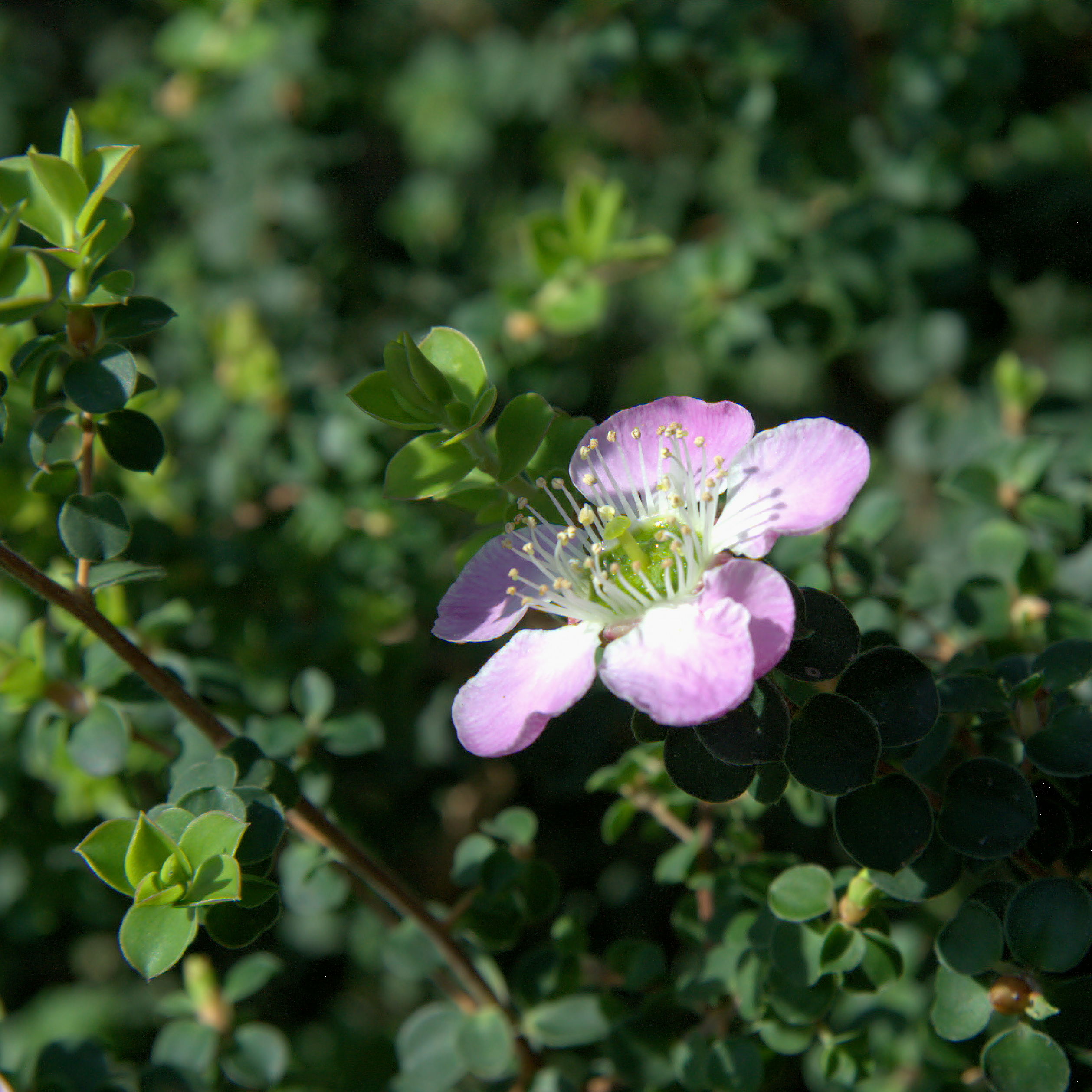
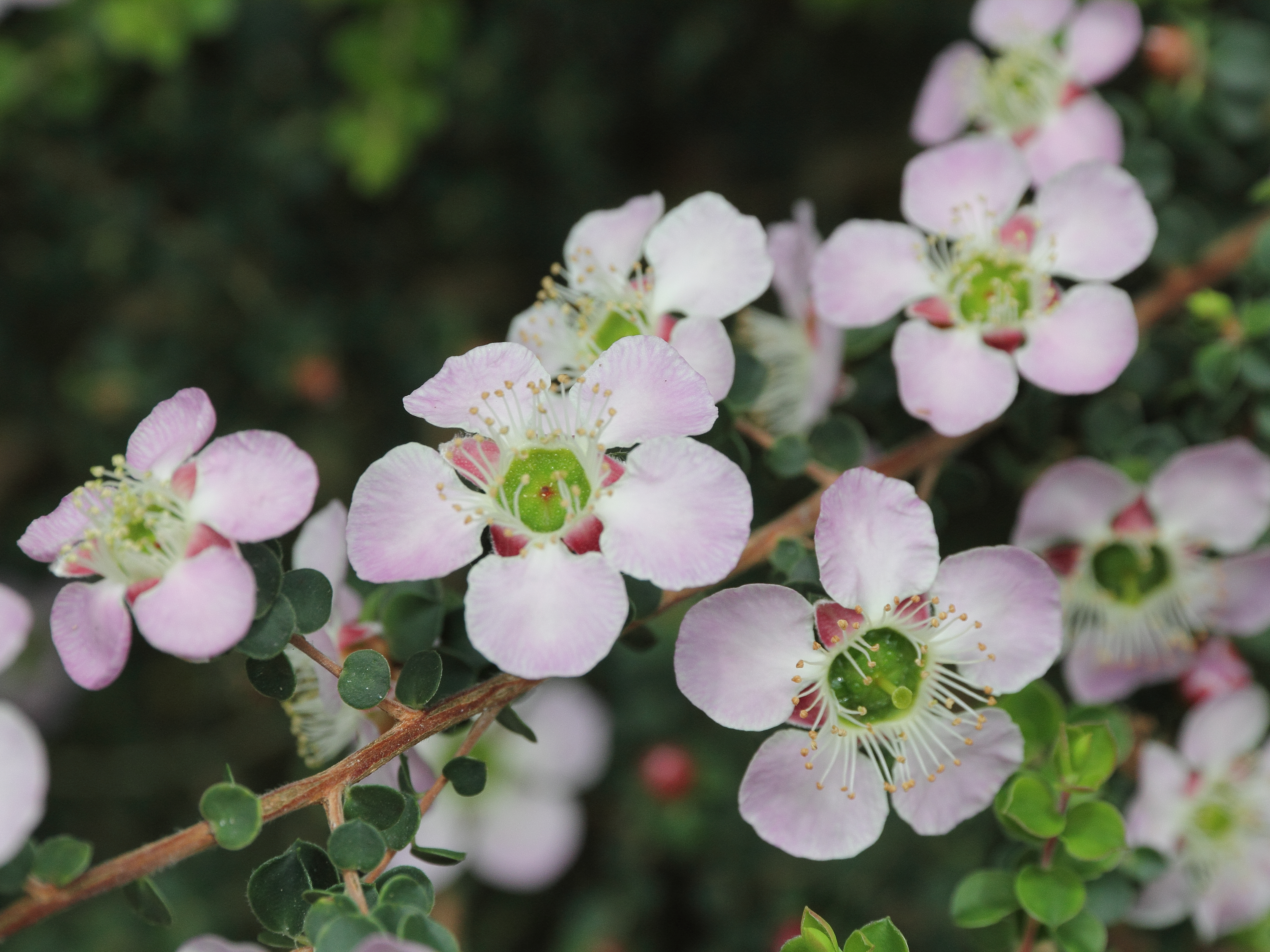
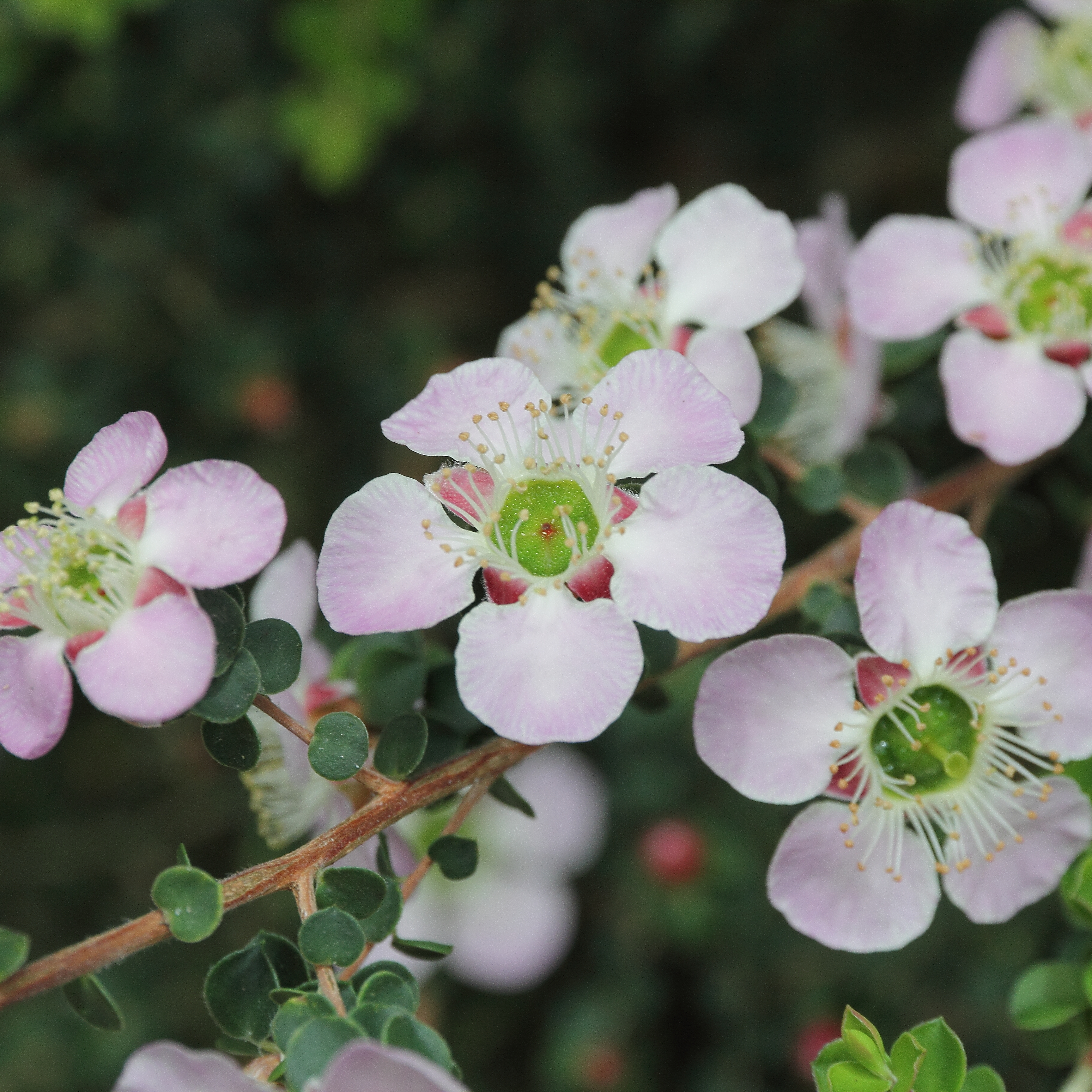